# الينغ (باركشير)
الينغ (بالإنجليزية: Eling, Berkshire)‏ هي قرية تقع في المملكة المتحدة في جنوب شرق إنجلترا.